# Фільмографія Дональда Трампа

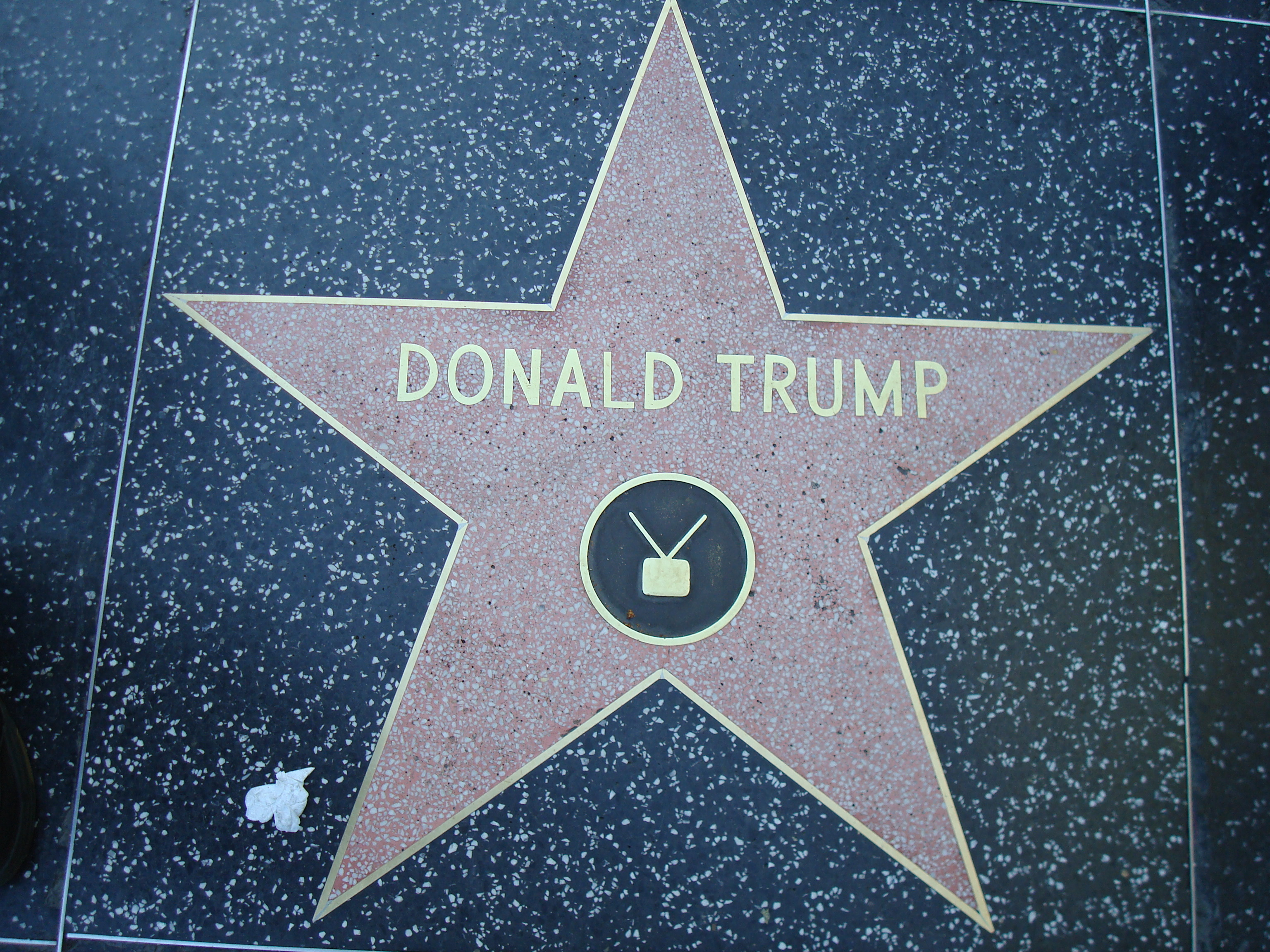
Зірка Дональда Трампа на Голлівудській алеї слави

Фільмографія Дональда Трампа включає в себе, переважно, епізодичні ролі (камео) в ряді фільмів і телесеріалів, а також реаліті-шоу «Кандидат» на телеканалі «NBC», яке він вів 14 сезонів.
| Рік  |     | Українська назва                                | Оригінальна назва               | Роль                      |
| ---- | --- | ----------------------------------------------- | ------------------------------- | ------------------------- |
| 1985 | с   | Джеферсони                                      | The Jeffersons                  | у ролі самого себе        |
| 1989 | ф   | Привиди цього не роблять                        | Ghosts Can’t Do It              | у ролі самого себе        |
| 1992 | ф   | Сам удома 2: Загублений у Нью-Йорку             | Home Alone 2: Lost in New York  | у ролі самого себе        |
| 1994 | ф   | Маленькі негідники                              | The Little Rascals              | батько Волдо              |
| 1994 | с   | Принц із Беверлі-Гіллз                          | The Fresh Prince of Bel-Air     | у ролі самого себе        |
| 1995 | ф   | Подорож у часі                                  | Across the Sea of Time          | у ролі самого себе        |
| 1996 | ф   | Едді                                            | Eddie                           | у ролі самого себе        |
| 1996 | с   | Няня                                            | The Nanny                       | у ролі самого себе        |
| 1996 | ф   | Компаньон                                       | The Associate                   | у ролі самого себе        |
| 1997 | с   | Непередбачувана Сюзен                           | Suddenly Susan                  | у ролі самого себе        |
| 1997 | с   | Найтмен                                         | Night Man                       | у ролі самого себе        |
| 1998 | ф   | Студія 54                                       | 54                              | дуже важливий покровитель |
| 1998 | ф   | Знаменитість                                    | Celebrity                       | у ролі самого себе        |
| 1999 | с   | Секс і місто                                    | Sex and the City                | у ролі самого себе        |
| 2001 | ф   | Зразковий самець                                | Zoolander                       | у ролі самого себе        |
| 2002 | ф   | Кохання з повідомленням                         | Two Weeks Notice                | у ролі самого себе        |
| 2007 | с   | Реслманія 23                                    | WrestleMania                    | у ролі самого себе        |
| 2010 | ф   | Волл-стріт: гроші не сплять                     | Wall Street: Money Never Sleeps | у ролі самого себе        |
| 2011 | док | Найвеличніший фільм з усіх коли-небудь проданих | The Greatest Movie Ever Sold    | у ролі самого себе        |

## Інше
- У 1989 році Трамп, разом з іншими знаменитостями з'явився у музикальному відео Боббі Брауна «On Our Own» з кінофільму Мисливці на привидів 2[1].
- Трамп міг зіграти епізодичну роль в останньому фільмі Леоніда Гайдая «На Дерибасівській гарна погода, або На Брайтон-Біч знову йдуть дощі», зйомки якого проходили в його розважальному комплексі «Тадж-Махал». Проте з якоїсь причини Гайдай йому відмовив. Тим не менш, у титрах знімальна група подякувала Трампу за допомогу в організації зйомок.
- Персонаж Трампа з'явився в мультфільмі «Королівський коргі» (2019). Проте його озвучив інший актор.
- У 2015 році Трамп міг зіграти роль президента США у фільмі «Акуляче торнадо 3», але він відмовився від ролі щоб зосередитись на підготовці до справжніх виборів президента. В решті решт роль президента дісталась іншому мільярдеру — Марку Кьюбану, а через півтора роки після прем'єри фільму Трамп став президентом.